# Royal & the Serpent
Ryan Jillian Santiago, née le 25 mai 1994, connu professionnellement sous le nom de Royal & the Serpent, est une chanteuse et auteure-compositrice américaine.

## Jeunesse
Originaire du New Jersey, Ryan Santiago est née le 25 mai 1994. Elle est élevée à la fois catholique et juive. Santiago commence la danse de compétition lorsqu'elle est enfant, jusqu'à ce qu'elle « brise [ses] deux plaques de talon » après avoir sauté d'une scène alors qu'elle se produisait à l'âge de 14 ans,. Elle s'oriente ensuite vers la comédie musicale. Durant son adolescence, Santiago apprend à jouer de la guitare et commence à écrire des chansons. Elle assiste à son premier concert sur le Oops!... I Did It Again Tour à l'âge de six ans.

## Carrière
À l'âge de 18 ans, Santiago s'installe à Los Angeles, où elle fréquente une école d'art et travaille comme barmaid dans un restaurant,,. Elle attribue les encouragements d'un collègue, qui deviendra plus tard son premier manager, à l'avoir motivée à poursuivre une carrière professionnelle de musicienne,.
En 2017, Santiago sort en tant qu'indépendante Temperance, son premier single sous le nom de scène Royal & the Serpent. Sur son surnom, elle explique que 'Royal & the Serpent' se traduit par 'Me + My Ego'. En 2018, elle sort son deuxième single, Together, et figure sur la chanson Wicked du producteur de musique Tommee Profitt (en). Fin 2019, elle signe avec Atlantic Records,.
Overwhelmed, le premier single de Royal & the Serpent chez Atlantic, sort en juin 2020, et son premier EP Get a Grip sort en octobre. Cette année-là, elle rejoint la tournée virtuelle Weird Time of Life du chanteur anglais Yungblud en tant que première partie. Le deuxième EP de Royal & the Serpent, Searching for Nirvana, sort en juin 2021.
En janvier 2022, Santiago est présentée comme chanteuse invitée sur Pity Party de Stand Atlantic. Son troisième EP, IF I DIED WOULD ANYONE CARE, sort le 28 janvier 2022. Plus tard cette année-là, elle joue en tant que première partie pour Demi Lovato lors de sa tournée Holy Fvck ainsi que pour Grandson lors de sa tournée Death of a Tour,.
En 2023, Santiago joue en première partie pour Fall Out Boy lors de leur tournée So Much (for) Stardust. Au lieu de sortir un album complet, elle prévoit de sortir un double-single chaque mois de mai 2023 jusqu'à la fin de l'année,,. Pendant sa tournée, elle sort une compilation en édition limitée contenant des chansons de ses précédents EP IF I DIED WOULD ANYONE CARE et Happiness Is An Inside Job,.

## Discographie

### Albums
| Titre              | Détails                                                      |
| ------------------ | ------------------------------------------------------------ |
| HOW TO GROW A RAT, | - Sortie : 23 juin 2023 - Étiquette : Atlantic - Format : LP |

### Extended plays
| Titre                       | Détails                                                             |
| --------------------------- | ------------------------------------------------------------------- |
| get a grip                  | - Sortie : 16 octobre 2020 - Étiquette : Auto-publié - Formats : DL |
| searching for nirvana       | - Sortie : 4 juin 2021 - Étiquette : Atlantic - Formats : DL        |
| IF I DIED WOULD ANYONE CARE | - Sortie : 28 janvier 2022 - Étiquette : Atlantic - Formats : DL    |
| Happiness is an Inside Job  | - Sortie : 28 octobre 2022 - Étiquette : Atlantic - Formats : DL    |

### Singles

#### En tant qu'artiste principale
| Titre                                       | Année | Meilleure position | Meilleure position | Certifications | Album                              |
| Titre                                       | Année | US Alt.            | US Rock            | Certifications | Album                              |
| ------------------------------------------- | ----- | ------------------ | ------------------ | -------------- | ---------------------------------- |
| Temperance                                  | 2017  | —                  | —                  |                |                                    |
| Together                                    | 2018  | —                  | —                  |                |                                    |
| Weddings & Funerals                         | 2019  | —                  | —                  |                |                                    |
| Salvador Dali (avec Marky Style)            | 2019  | —                  | —                  |                |                                    |
| Idk (avec Marky Style)                      | 2019  | —                  | —                  |                |                                    |
| Underneath the Mask                         | 2019  | —                  | —                  |                |                                    |
| MMXX                                        | 2020  | —                  | —                  |                |                                    |
| overwhelmed                                 | 2020  | 6                  | 20                 | - Or - Or      | get a grip & searching for nirvana |
| Bad Kids (ft Yoshi Flower)                  | 2020  | —                  | —                  |                |                                    |
| i can't get high                            | 2021  | —                  | —                  |                | searching for nirvana              |
| fuck u                                      | 2021  | —                  | —                  |                | searching for nirvana              |
| GO F*CK URSELF                              | 2021  | —                  | —                  |                |                                    |
| CHIPS (featuring American Teeth)            | 2021  | —                  | —                  |                |                                    |
| IM NOT SORRY                                | 2021  | —                  | —                  |                | IF I DIED WOULD ANYONE CARE        |
| LUCID DREAMS (with Beauty School Dropout)   | 2021  | —                  | —                  |                |                                    |
| FUCKBOI REJECTS                             | 2022  | —                  | —                  |                | IF I DIED WOULD ANYONE CARE        |
| Happier in Hell                             | 2022  | —                  | —                  |                |                                    |
| IM FINE                                     | 2022  | —                  | —                  |                | Happiness is an Inside Job         |
| Death of Me                                 | 2022  | —                  | —                  |                | Happiness is an Inside Job         |
| Love Abuser (Save Me)                       | 2022  | —                  | —                  |                | Happiness is an Inside Job         |
| Happiness 4 Dummies                         | 2022  | —                  | —                  |                | Happiness is an Inside Job         |
| ASTROTURF                                   | 2023  | —                  | —                  |                | RAT TRAP I : the blueprint         |
| ONE NATION UNDERDOGS                        | 2023  | —                  | —                  |                | RAT TRAP I : the blueprint         |
| JUNKIE                                      | 2023  | —                  | —                  |                | RAT TRAP 2: the burn               |
| SLUG                                        | 2023  | —                  | —                  |                | RAT TRAP 2: the burn               |
| Utopia                                      | 2023  | —                  | —                  |                | RAT TRAP 3: the band-aid           |
| Sweet Tooth                                 | 2023  | —                  | —                  |                | RAT TRAP 3: the band-aid           |
| u ruined frank ocean 4 me                   | 2023  | —                  | —                  |                | RAT TRAP 4: the burden             |
| separation anxiety                          | 2023  | —                  | —                  |                | RAT TRAP 4: the burden             |
| oops                                        | 2023  | —                  | —                  |                | RAT TRAP 4: the burden             |
| "—" denotes a recording that did not chart. |       |                    |                    |                |                                    |

#### En tant qu'artiste vedette
| Titre                                                                                                  | Année | Meilleure position | Album                    |
| Titre                                                                                                  | Année | US Dance           | Album                    |
| --- | ----- | ------------------ | ------------------------ |
| Wicked (Tommee Profitt featuring Royal & the Serpent)                                                  | 2018  | —                  | Cinematic Songs (Vol. 4) |
| Nectarines (MELVV featuring Royal & the Serpent)                                                       | 2020  | —                  |                          |
| Wild (J.Pollock featuring Royal & the Serpent)                                                         | 2020  | —                  | Woman                    |
| Eat Spit! (Slush Puppy featuring Royal & the Serpent)                                                  | 2021  | —                  |                          |
| Sound the Alarm (The Knocks featuring Rivers Cuomo and Royal & the Serpent)                            | 2021  | 29                 |                          |
| abcdefu (Gayle featuring Royal & the Serpent)                                                          | 2021  | —                  |                          |
| Starphucker (Beauty School Dropout featuring Royal & the Serpent)                                      | 2021  | —                  | Boys Do Cry              |
| Talk (Louis the Child featuring Royal & the Serpent)                                                   | 2022  | —                  | To Believe               |
| pity party (Stand Atlantic featuring Royal & the Serpent)                                              | 2022  | —                  | F.E.A.R.                 |
| Bitch (GG Magree featuring Royal & the Serpent)                                                        | 2022  | —                  | Dichotomie               |
| Eat Me (Demi Lovato featuring Royal & the Serpent)                                                     | 2022  | —                  | Holy Fvck                |
| Be Happy (Sleeping with Sirens featuring Royal & the Serpent)                                          | 2022  | —                  | Complete Collapse        |
| SOS (Mod Sun featuring Royal & the Serpent)                                                            | 2023  | —                  | God Save the Teen        |
| Punkstar (Jutes featuring Royal & the Serpent)                                                         | 2023  | —                  | Ladybug                  |
| "-" désigne un enregistrement qui n'a pas été enregistré ou qui n'a pas été diffusé sur ce territoire. |       |                    |                          |